# Bernadette Geieregger

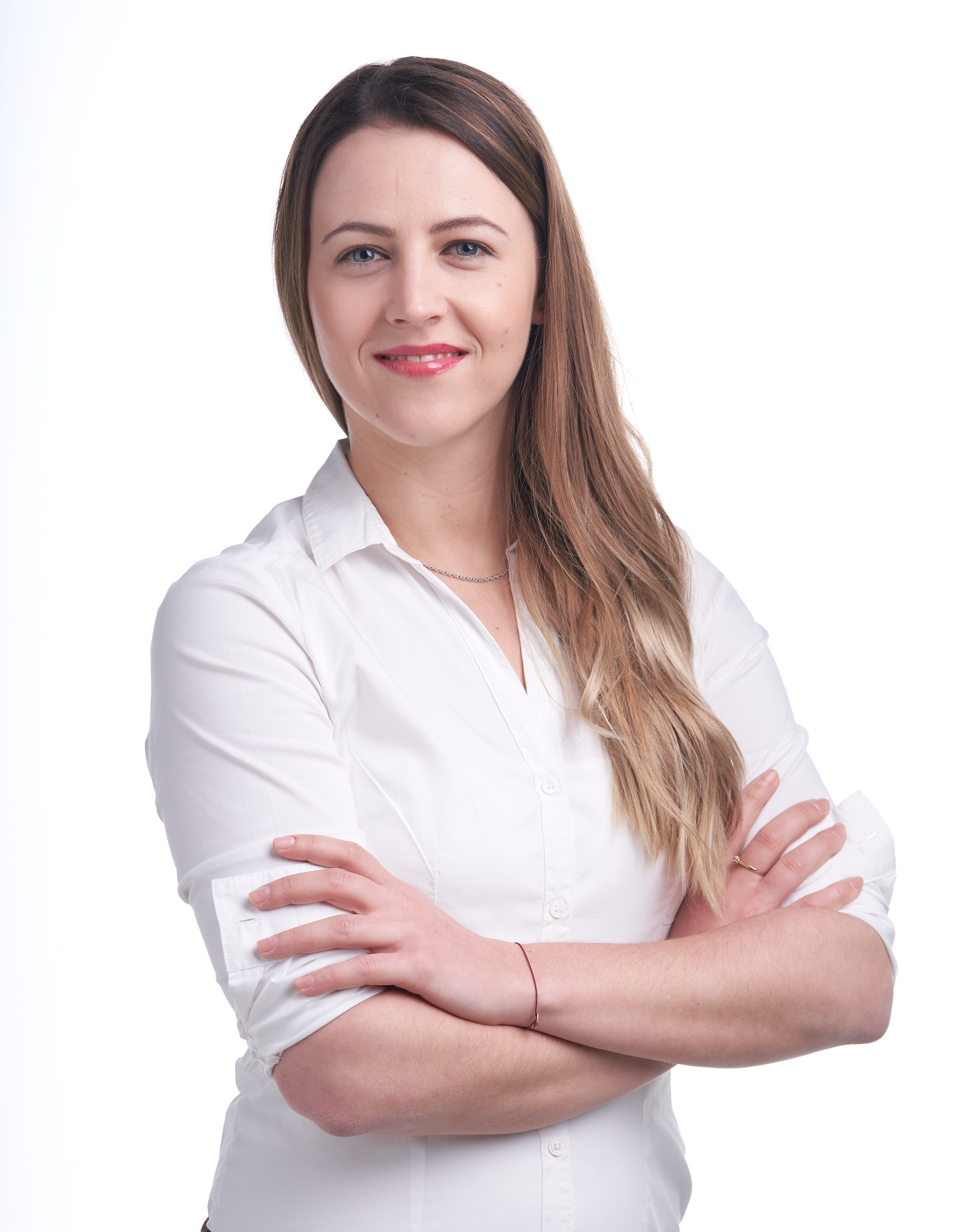
Bernadette Geieregger (2020)

Bernadette Geieregger (geborene Schöny, * 30. November 1992 in Wien) ist eine österreichische Politikerin (ÖVP). Seit 2020 Bürgermeisterin der Marktgemeinde Kaltenleutgeben ist sie seit September 2023 auch Mitglied des Bundesrates.

## Werdegang
Bernadette Schöny wuchs als zweites von vier Kindern in Kaltenleutgeben in Niederösterreich auf, wo sie die Volksschule besuchte. Sie besuchte das Bundesgymnasium Perchtoldsdorf und anschließend die Bundeshandelsakademie Favoriten. Nach der Matura verbrachte sie ein Jahr in den USA, wo sie ein Praktikum absolvierte. Im Juni 2020 schloss sie ihr Bachelorstudium Export oriented Management an der IMC Fachhochschule Krems ab. Danach war sie im Einkauf bei Marionnaud tätig. Neben diversen Auslandsaufenthalten war sie einige Monate als Volontärin in New York für die Wirtschaftskammer Österreich tätig. Aktuell besucht sie den Universitätslehrgang Beratungswissenschaften & Management sozialer Systeme mit dem Schwerpunkt auf Mediation auf der Sigmund Freud Universität. Ihre Masterarbeit beschäftigt sich mit Konfliktlösungsmethoden im Bürgermeisteramt. Ihren Abschluss zur diplomierten Mediatorin schloss Geieregger im Juni 2022 ab und sie ist seit Ende 2022 auch war auch selbständig eingetragene Mediatorin.
Seit 2021 ist sie verheiratet.

### Politik
Geieregger ist seit 2008 Mitglied der Jungen Volkspartei (JVP) und engagiert sich seit einigen Jahren in Landes- und Bezirksvorständen der JVP. 2015 kandidierte sie erstmalig für den Gemeinderat der Marktgemeinde Kaltenleutgeben und war anschließend als geschäftsführende Gemeinderätin für Familie und Gesundheit Mitglied im Gemeinderat. 2017 und 2024 trat sie für die Volkspartei bei der Nationalratswahl auf einem untergeordneten Platz an.
Bei der Gemeinderatswahl im Jänner 2020 kandidierte Schöny als Spitzenkandidatin für die Liste Bernadette Schöny-Volkspartei Kaltenleutgeben und konnte einen Stimmenzuwachs erreichen. Im März 2020 wurde sie im Gemeinderat, wo sie mit den Grünen koaliert, mit einem Alter von 27 Jahren zur jüngsten Bürgermeisterin Österreichs gewählt. Nach ihrer Wahl zur Bürgermeisterin gabn sie ihre Funktion als Landesgeschäftsführerin der JVP, die sie seit 2016 innehatte, ab.
Bei der Landtagswahl 2023 in Niederösterreich kandidierte Geieregger auf der Regionalwahlkreisliste für die Volkspartei Niederösterreich in Mödling.
Seit 2020 ist Geieregger Ersatzmitglied im Ausschuss der Regionen, wo sie vom österreichischen Gemeindebund entsendet wurde. Von 2021 bis 2024 war sie Bundesobfrau Stellvertreterin der Jungen ÖVP. In der Zeit von 2016 bis 2020 war sie Landesgeschäftsführerin der JVP Niederösterreich. Sie ist Landesobfrau Stellvertreterin des NÖAAB
Mit 21. September 2023 folgte Geieregger im Bundesrat Marlene Zeidler-Beck nach.
Bei der Gemeinderatswahl 2025 erreichte sie mit ihrem Team in Kaltenleutgeben mit 53,05 % eine absolute Mehrheit und wurde in der konstituierenden Gemeinderatssitzung wieder zur Bürgermeisterin gewählt.
Geieregger ist seit Jänner 2025 Vorsitzende des EU Ausschusses im Bundesrat. Im Zuge dessen Teil der COSAC Konferenz, an der sie vier Mal im Jahr teilnimmt.
Seit Mai 2025 ist sie Obfrau des GVA Mödlings, dem Gemeindeverband für Abgabeneinhebung und Umweltschutz im Bezirk Mödling.